# Nationalliga A (1983/1984)
Nationalliga A (1983/1984) – 87. edycja najwyższej piłkarskiej klasy rozgrywkowej w  Szwajcarii. W rozgrywkach wzięło udział szesnaście drużyn. Mistrzowski tytuł wywalczyła drużyna Grasshopper Club Zurych, dzięki wygraniu 1:0 dodatkowego meczu z Servette FC. Królem strzelców ligi został Georges Bregy z FC Sion, który zdobył 21 goli.

## Drużyny
| Uczestnicy poprzedniej edycji                                                                                 | Uczestnicy poprzedniej edycji | Uczestnicy poprzedniej edycji | Uczestnicy poprzedniej edycji |
| --- | ----------------------------- | ----------------------------- | ----------------------------- |
| GRA | Grasshopper Club Zurych       | 1                             |                               |
| SER | Servette FC                   | 2                             |                               |
| GAL | FC Sankt Gallen               | 3                             |                               |
| ZUR | FC Zürich                     | 4                             |                               |
| LAU | FC Lausanne-Sport             | 5                             |                               |
| NEU | Neuchâtel Xamax               | 6                             |                               |
| SIO | FC Sion                       | 7                             |                               |
| LUZ | FC Luzern                     | 8                             |                               |
| YBO | BSC Young Boys                | 9                             |                               |
| WET | FC Wettingen                  | 10                            |                               |
| BAS | FC Basel                      | 11                            |                               |
| VEV | Vevey Sports                  | 12                            |                               |
| BEL | AC Bellinzona                 | 13                            |                               |
| AAR | FC Aarau                      | 14                            |                               |
| Awans z Nationalligi B (1982/1983)                                                                            |                               |                               |                               |
| LCF | FC La Chaux-de-Fonds          | 1                             |                               |
| CHI | FC Chiasso                    | 2                             |                               |
| Oznaczenia: - kolumna pierwsza – skróty nazw drużyn, - kolumna trzecia – miejsce zajęte w poprzednim sezonie. |                               |                               |                               |

Po poprzednim sezonie spadły: FC Bulle i FC Winterthur.

## Rozgrywki

### Tabela
| Lp. | Drużyna                 | M  | Z  | R  | P  | Bramki | Bramki | Różn. | Pkt | Uwagi                                   |
| --- | ----------------------- | -- | -- | -- | -- | ------ | ------ | ----- | --- | --------------------------------------- |
| 1   | Grasshopper Club Zurych | 30 | 19 | 6  | 5  | 59     | 32     | +27   | 44  | Puchar Europy • I runda                 |
| 2   | Servette FC             | 30 | 19 | 6  | 5  | 67     | 31     | +36   | 44  | Puchar Zdobywców Pucharów • 1/16 finału |
| 3   | FC Sion                 | 30 | 18 | 7  | 5  | 74     | 39     | +35   | 43  | Puchar UEFA • 1/32 finału               |
| 4   | Neuchâtel Xamax         | 30 | 15 | 10 | 5  | 54     | 27     | +27   | 40  | Puchar UEFA • 1/32 finału               |
| 5   | FC Sankt Gallen         | 30 | 16 | 8  | 6  | 57     | 41     | +16   | 40  |                                         |
| 6   | FC Lausanne-Sport       | 30 | 13 | 8  | 9  | 49     | 37     | +12   | 34  |                                         |
| 7   | FC La Chaux-de-Fonds    | 30 | 12 | 9  | 9  | 52     | 47     | +5    | 33  |                                         |
| 8   | FC Wettingen            | 30 | 12 | 6  | 12 | 43     | 43     | 0     | 30  |                                         |
| 9   | FC Basel                | 30 | 11 | 6  | 13 | 55     | 59     | −4    | 28  |                                         |
| 10  | FC Aarau                | 30 | 9  | 9  | 12 | 50     | 42     | +8    | 27  |                                         |
| 11  | BSC Young Boys          | 30 | 8  | 9  | 13 | 39     | 40     | −1    | 25  |                                         |
| 12  | FC Zürich               | 30 | 8  | 8  | 14 | 39     | 56     | −17   | 24  |                                         |
| 13  | Vevey Sports            | 30 | 9  | 6  | 15 | 43     | 65     | −22   | 24  |                                         |
| 14  | FC Luzern               | 30 | 9  | 4  | 17 | 35     | 52     | −17   | 22  |                                         |
| 15  | AC Bellinzona (S)       | 30 | 4  | 4  | 22 | 30     | 79     | −49   | 12  | Spadek do Nationalliga B                |
| 16  | FC Chiasso (S)          | 30 | 4  | 2  | 24 | 26     | 82     | −56   | 10  | Spadek do Nationalliga B                |

### Dodatkowy mecz o mistrzostwo Szwajcarii
| 15 czerwca 1985 | Grasshopper Club Zurych · Egli 109' (k) | 1:00:0 | Servette FC | Wankdorfstadion, Berno |
|                 |                                         |        |             |                        |

## Najlepsi strzelcy
21 bramek
- Georges Bregy (FC Sion)

18 bramek
- Martin Gisinger (FC Sankt Gallen)
- Walter Seiler (FC Zürich)

16 bramek
- Umberto Barberis (Servette FC)

13 bramek
- Raoul Nogues (FC La Chaux-de-Fonds)
- Pascal Zaugg (Neuchâtel Xamax)

12 bramek
- Jean-Paul Brigger (Servette FC)
- Alfred Herberth (FC Aarau)
- Christian Matthey (FC La Chaux-de-Fonds)
- Raimondo Ponte (Grasshopper Club Zurych)
- Beat Sutter (FC Basel)